# Kazimierz Lewandowski (wioślarz)
Kazimierz Lewandowski (ur. 28 marca 1951 w Gdańsku, zm. 27 grudnia 2021) – polski wioślarz, trener, olimpijczyk z Monachium 1972. Ojciec olimpijczyka Przemysława Lewandowskiego.

## Życiorys
Syn Stanisława i Władysławy. Reprezentował kluby: AZS Gdańsk w latach 1969–1971, Zawisza Bydgoszcz w roku 1972 i Posnania Poznań w latach 1973–1974. Mistrz Polski w:
- dwójkach podwójnych w latach 1971–1972
- czwórkach podwójnych w latach 1973–1974

Uczestnik mistrzostw świata w 1974 roku, podczas których wystartował w czwórce podwójnej (partnerami byli: Zdzisław Bromek, Wiesław Kujda, Ryszard Drygas). Polska osada zajęła 7. miejsce.
Na igrzyskach olimpijskich w 1972 wystartował w dwójce podwójnej (partnerem był: Roman Kowalewski), zajmując 12. miejsce.

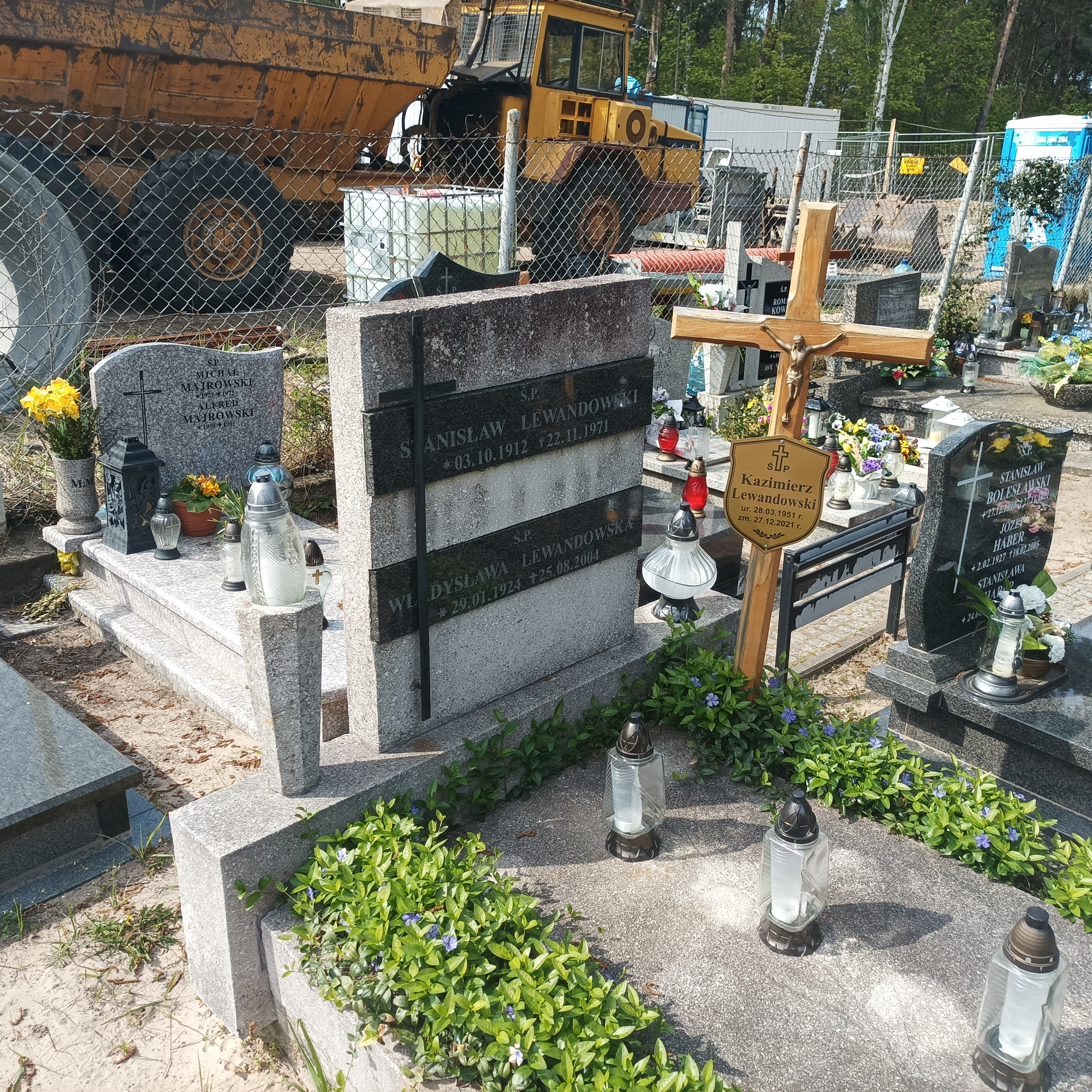
Grób Kazimierza Lewandowskiego na cmentarzu w Gdańsku-Krakowcu